# Kirgizobia
Kirgizobia is een kevergeslacht uit de familie van de boktorren (Cerambycidae). De wetenschappelijke naam van het geslacht werd voor het eerst geldig gepubliceerd in 1992 door Danilevsky.

## Soorten
Kirgizobia is monotypisch en omvat slechts de volgende soort:
- Kirgizobia bohnei Danilevsky, 1992